# 기기 분석

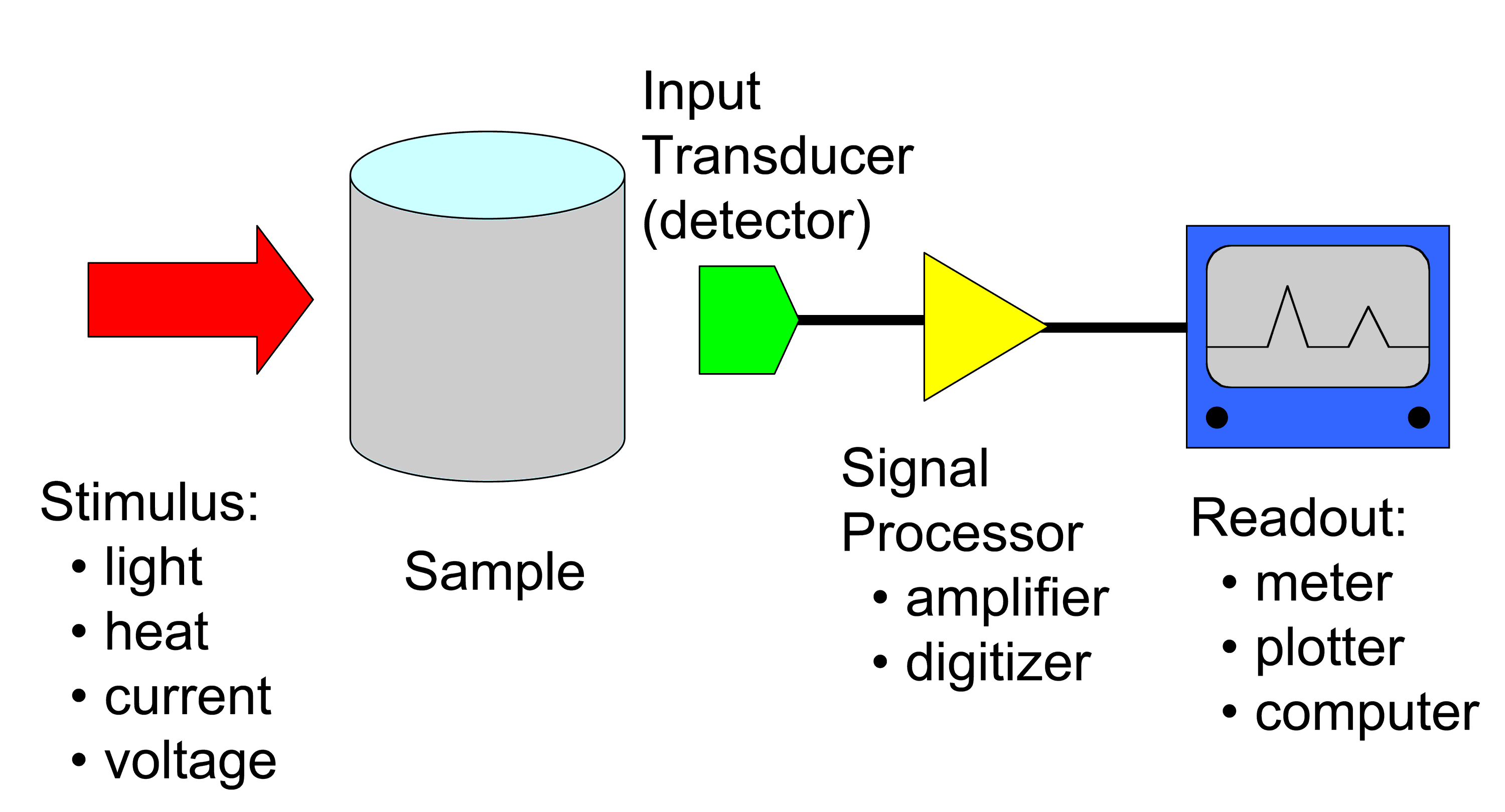

기기 분석(Instrumental chemistry)은 과학적 기기를 사용하여 분석 물질을 조사하는 분석화학 분야이다.

## 분광학
분광학은 분자와 전자기 스펙트럼간 상호작용을 측정한다. 방출 스펙트럼, 자외선 가시광선 분광법, 적외선 분광법, 라만 분광법, 핵자기 공명 분광법, 광전자 분광학 등 여러 분야로 구성된다.